# Salcedo (Włochy)
Salcedo – miejscowość i gmina we Włoszech, w regionie Wenecja Euganejska, w prowincji Vicenza.
Według danych na rok 2004 gminę zamieszkiwały 1024 osoby, 170,7 os./km².